# 魚津市民会館
魚津市民会館（うおづしみんかいかん）は、富山県魚津市本江にかつて所在していた市立の文化施設である。

## 概要
1960年3月22日に着工、1961年7月1日に第1期工事が完成し、1962年6月1日、魚津産業文化会館としてオープン。その年のうちに魚津市民会館に改称。
鉄筋3階建て、延床面積2,237m2、総工費は7千余万円であった。大ホールは収容人員1,000人（固定席909、立見席191）で、当時としては富山県内でも数少ない立派な施設であった。舞台は間口14m、奥行6.5mであった。1階は大ホールの他に控室3室、集会室、応接室、事務室、産業展示物陳列室、売店、ホワイエ。2階は会議室3室と和室。3階は会議室1室と結婚式場、控室、披露和室で構成されていた。
1980年頃から1994年頃には、魚津市交通センターも併設されていた。
開館以降、様々な文化行事、コンサートなどに使用されてきた。1994年に新川文化ホールが開館してからは、文化行事などが新川文化ホールで行うことが多くなったため、市民研修センターなどとして使用してきた。
さらに、2002年に新川学びの森天神山交流館が開館してからは、ほとんど利用されなくなった。このため、魚津市立図書館の改築に合わせて、取り壊されることになった。現在、跡地には魚津市立図書館が建つ。魚津図書館と隣り合う形であったため、旧魚津図書館の場所は、現在の図書館の駐車場となっている。